# سد الكرامة
سد الكرامة سد مائي يقع قرب الشونة الجنوبية في منطقة الأغوار التابعة إلى محافظة البلقاء وسط الأردن، السعة التخزينية للسد هي 52 مليون م3، تم البدء في إنشاء السد أواسط عقد 1990 وتم إنجاز البناء سنة 1997، بلغت تكلفة البناء 56 مليون دينار أردني، يعاني السد من ارتفاع نسبة الملوحة وارتفاع المصاريف التشغيلية، وقد تم صيانة وتنظيف السد أكثر من مره، سنة 2008 وقعت سلطة وادي الأردن اتفاقية مع شركة محلية لإقامة محطة تحلية لمياه السد لتوفير مصدر مائي جديد للشرب يغذي منطقة الأغوار.

## روافد السد
- وادي الملاحة إضافة لفيضانات قناة الملك عبد الله.[4]
- مياه الأودية الجانبية المحولة لقناة الملك عبد الله (كفرنجه،اليابس،راجب).
- فيضانات الحوض الساكب و جر مياه نهر الأردن إلى بحيرة السد والمياه الزائدة عن سعة سد الملك طلال.